# Hans Netzer
Hans Netzer (* 28. September 1935 in Völklingen) ist ein deutscher Politiker (SPD).
Netzer war als Walzwerker auf der Völklinger Hütte und diplomierter Sozialwirt tätig. Von 1978 war er Vorsitzender des Ortsvereins der SPD in Heidstock. Von 1975 bis 1989 gehörte er dem Landtag des Saarlandes an, in dem er auch Vizepräsident war. Von 1989 bis 2003 war er Oberbürgermeister von Völklingen. 
Netzer ist heute Ehrenpräsident des Turnvereins Völklingen. Er ist Ehrenpräsident des saarländischen Behinderten- und Rehabilitationssportverbandes und Ehrenvorsitzender der SPD Völklingen-Mitte. Nach ihm wurde die Hans-Netzer-Halle in Völklingen benannt, die inzwischen nicht mehr als Sporthalle genutzt wird.